# Rift (album)
Rift è il quarto album ufficiale in studio dei Phish. È stato inciso nell'ottobre del 1992 e prodotto dal veterano della musica di Muscle Shoals Barry Beckett. L'album è stato pubblicato dalla Elektra Records il 2 febbraio 1993.

## Tracce
1. Rift (Anastasio, Marshall) - 6:13
2. Fast Enough for You (Anastasio, Marshall) - 4:51
3. Lengthwise (Fishman) - 1:19
4. Maze (Anastasio, Marshall) - 8:13
5. Sparkle (Anastasio, Marshall) - 3:54
6. Horn (Anastasio, Marshall) - 3:37
7. The Wedge (Anastasio, Marshall) - 4:07
8. My Friend, My Friend (Anastasio, Marshall) - 6:09
9. Weigh (Gordon) - 5:08
10. All Things Reconsidered (Anastasio, Marshall) - 2:32
11. Mound (Gordon) - 6:02
12. It's Ice (Anastasio, Marshall) - 8:14
13. Lengthwise (Fishman) - 0:34
14. The Horse (Anastasio, Marshall) - 1:23
15. Silent in the Morning (Anastasio, Marshall) - 5:28

## Formazione
- Trey Anastasio - voce, chitarra
- Page McConnell - tastiere, voce
- Mike Gordon - basso, voce
- Jon Fishman - batteria, voce